# Nelly Marandon de Montyel
Nelly Marandon de Montyel, née le 20 octobre 1816 à Bordeaux et morte le 13 juillet 1893 dans le 17e arrondissement de Paris est une peintre miniaturiste et copiste.
Elle fut directrice de l’École Nationale de dessin pour les jeunes filles prenant la suite de Rosa Bonheur.

## Biographie

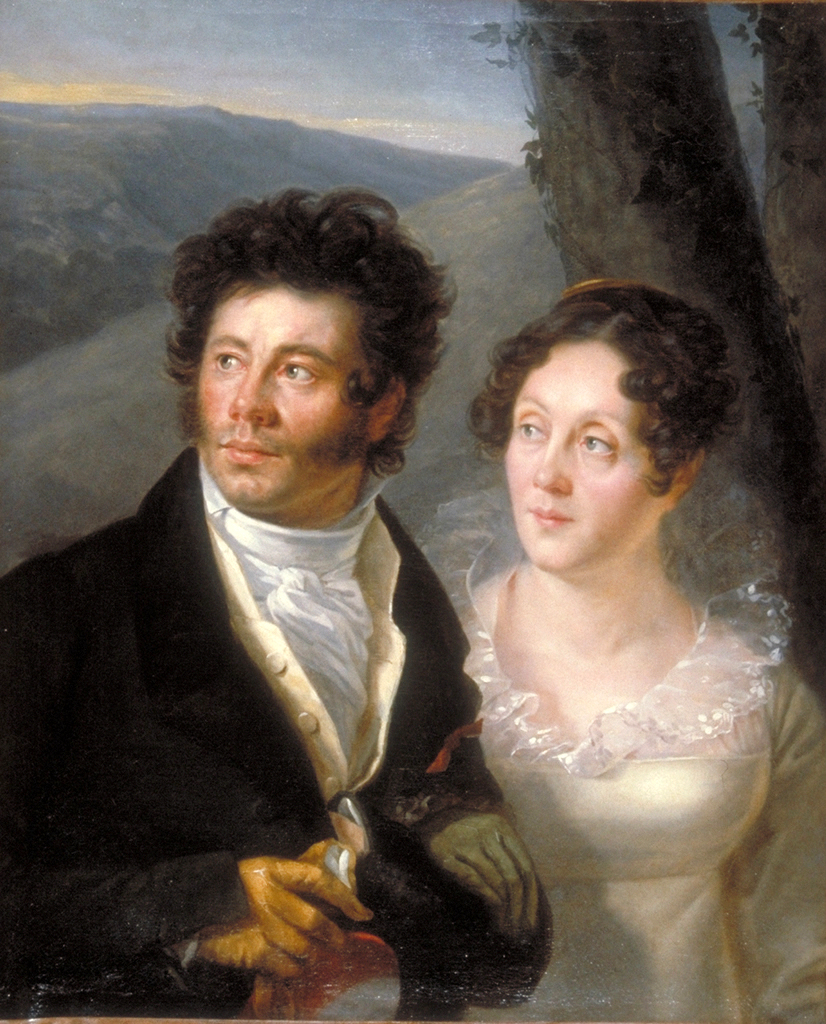
Portrait de Monsieur et Madame Marandon de Montyel, parents de Nelly Marandon de Montyel par Gustave de Galard, ca 1800, Musée des Beaux-Arts de Bordeaux

Nelly Marandon de Montyel est la fille du peintre Édouard Marandon de Montyel (1784-1854) et de Marie-Françoise Bouffartigues (1782-1861).
Elle est élève de Joseph-Nicolas Robert-Fleury à l’Académie Julian.
Ses tableaux sont présentés au Salon de Paris de 1859.
De 1860 à 1890, elle est directrice de l’École Nationale de dessin pour les jeunes filles prenant la suite de Rosa Bonheur,. Elle introduit de profondes transformations dans l'École telles que des nouveaux cours, avec l'entrée de nombreux professeurs, et une variété importante d'approches du dessin (d'après le modèle vivant ou de mémoire par exemple). Pour sa cérémonie de départ à la retraite elle reçoit un groupe en biscuit de Sèvres et un vase de Limoges. 
Fanny Caillé y est son élève.
Albert Kaempfen, directeur des musées nationaux, Jean-Louis-Désiré Schrœder et Maurice Bixio, sont présents à son inhumation à l'église Saint-François-de-Sales le 14 juillet 1893.